# مامي ساهر تيوني
مامي ساهر تيوني (بالفرنسية: Mame Saher Thioune)‏ هو لاعب كرة قدم سنغالي في مركز ظهير ‏، ولد في 21 ديسمبر 1989 في Saly ‏ في السنغال. لعب مع نادي اتحاد طنجة.

## وصلات خارجية
- مامي ساهر تيوني على موقع قاعدة بيانات كرة القدم.إي يو (الإنجليزية)
- مامي ساهر تيوني على موقع ناشيونال فوتبول تيمز (الإنجليزية)
- مامي ساهر تيوني على موقع Soccerway.com (الإنجليزية)